# Мелконян, Ашот Алексанович
Ашот Алексанович Мелконян — советский хозяйственный деятель, Герой Социалистического Труда.

## Биография
Родился в 1933 году в селе Гетап. Член КПСС.
В 1947—1950 — колхозник колхоза села Гетап Кешишкендского района Армянской ССР.
В 1951—1952 — бурильщик Кафанского рудника.
В 1952—1954 — военнослужащий Советской армии.
В 1954—1983 — бурильщик, звеньевой комсомольско-молодежного звена, бригадир комсомольско-молодежной бригады бурильщиков Кафанского меднорудного комбината.
Указом Президиума Верховного Совета СССР от 28 мая 1960 года присвоено звание Героя Социалистического Труда с вручением ордена Ленина и золотой медали «Серп и Молот».
Делегат XXII съезда КПСС.
В 1983—1991 — мастер одного из автопрелприятий в Армянской ССР.
Жил в Армении.

## Награды и звания
- Герой Социалистического Труда (28.05.1960)
- Орден Ленина (28.05.1960)